# Palacio de Rumine
El Palacio de Rumine (en francés: Palais de Rumine) Es un edificio del siglo XIX en estilo florentino renacentista en Lausana, al oeste de Suiza.
A su muerte, Gabriel de Rumine, hijo de la nobleza rusa, dejó a la ciudad de Lausana 1,5 millones de francos suizos para construir un edificio para el uso del público.
La construcción comenzó en 1892 según el diseño del arquitecto Gaspard André. El edificio fue inaugurado el 3 de noviembre de 1902, aunque las obras de construcción continuaron hasta 1904.
El edificio que actualmente alberga una de las cuatro sedes de la Biblioteca Cantonal y de la Universidad de Lausana. Además, contiene los siguientes museos:
- Museo Cantonal de las bellas artes
- Museo de Arqueología e historia
- museo Numismático
- museo de Geología
- museo Zoológico